# Oxira festiva
Oxira festiva là một loài bướm đêm trong họ Noctuidae.